# Bactritida
 (novembre 2018).
Si vous disposez d'ouvrages ou d'articles de référence ou si vous connaissez des sites web de qualité traitant du thème abordé ici, merci de compléter l'article en donnant les références utiles à sa vérifiabilité et en les liant à la section « Notes et références ».
Ordre
Les Bactritida constituent un ordre mineur éteint de la classe des céphalopodes à cône plus ou moins droit (orthocôniques). Ils sont apparus au cours de l'étage Emsien du Dévonien (il y a 390 millions d'années) et ont persisté jusqu'à l'étage Carnien du Trias supérieur (il y a 235 millions d'années). Ils sont considérés comme les précurseurs des ammonoïdes, ainsi que des coléoïdes (poulpes, calmars, seiches et bélemnites, aujourd'hui éteints).
Les bactritides se distinguent des premiers nautiloïdes par leur petite taille et la forme globulaire de leur protoconque, qui forme le noyau de la coquille. Les nautiloïdes possèdent une protoconque plus grande, et les espèces vivantes pondent de grands œufs ; au contraire, les bactritides et les ammonoïdes pondent une grande quantité de petits œufs, abritant tous un embryon de coquille.

## Classification et description
Les Bactritida (Erben 1964) se caractérisent par leur coquille orthocônique à cyrtocônique comportant un étroit siphon, toujours en contact avec la cloison ventrale, et des sutures par des lobes ventraux uniformément en V. Les jonctions septales sont orthochoanitiques à cyrtochoanitiques, tandis que l'angle apical a une ouverture variable ; le protoconque est globulaire à ovoïde. Les Bactritida comptent deux familles, les Bactritidae et les Parabactritidae.

### Les Bactritidae
Les Bactritidae se caractérisent par leur coquille orthoconique à cyrtochonique, un angle apical inférieur à 10° et des jonctions septales orthochoanitiques. La taille des lobes est variable. On distingue huit genres chez ces Bactritidae, dont Bactrites est le plus résistant : ils ont persisté du Dévonien Inférieur (et peut-être même du Silurien) au Permien Supérieur. Les Bactritidae sont la souche des premières ammonites au début du Dévonien : certaines Bactrites ont développé une coquille de plus en plus recourbée donnant successivement les genres Lobobactrites et Cyrtobactrites, jusqu’à Anetoceras gyrocônique de l'ordre des Anarcestida (Ammonoidea),.

### Les Parabactritidae
Les Parabactritidæ se caractérisent par leur coquille orthocônique à brévicônique, un angle apical supérieur à 10°, et des jonctions septales orthochoanitiques ou suborthochoanitiques à cyrtochoanitiques. On y a dénombré cinq genres et l'on suppose qu'ils ont engendré les bélemnites (Coleoidea)[réf. nécessaire].

## Origine
Les Bactritida sont une évolution des Orthocerida, céphalopodes archaïques apparus à l'Ordovicien.
 (novembre 2018).
.
Bactroceras (Eobactrites), un céphalopode de l'Ordovicien moyen, est considéré comme un authentique bactritide par certains paléontologues, en raison de son apex arrondi et de son siphon ventral ; mais ce classement a été remis en cause dernièrement : la coquille de Bactroceras présente d'importantes différences avec les bactritides vrais ; par exemple, le premier lobe de Bactroceras ressemble à celui d'autres orthocéridés de l'Ordovicien comme Archigeisonoceras ou Hedstroemoceras: son diamètre est d'environ 10 mm, et se termine en hémisphère. Les bactritides vrais ressemblent davantage aux orthocéridés du dernier Silurien et du Dévonien, dont le diamètre du premier lobe est d'à peine 5 mm. En outre, il y a une lacune stratigraphique de 50 millions d'années séparant les fossiles de Bactroceras et les orthocones immédiatement postérieurs, dotés d'un apex arrondi et d'un siphon ventral.

## Paléoécologie et histoire naturelle
Les bactritides, et surtout les Bactritidae, devaient se mouvoir en position verticale, la tête vers le bas, de même, probablement, que la plupart des Orthocerida du genre Michelinoceras ou Buttsoceras ; sinon il faut supposer que ces mollusques, dépourvus de ballast interne suffisamment développé, pouvaient, grâce à leur siphon ventral, modifier plus facilement leur position que d'autres représentants de la faune benthique comme les actinoceridés ou les endocéridés, bien que l'expulsion d'eau eût été plus pénible en position horizontale,. Les Bactritidés, comme tous les céphalopodes, étaient certainement des prédateurs très actifs grâce à leurs tentacules ; mais comme les autres mollusques à coquille massive, ils nageaient sans doute beaucoup moins vite que les calmars ou les poissons : pour cette raison, on suppose qu'ils chassaient en se camouflant au milieu des algues.